# 貝爾維爾 (加利福尼亞州)
貝爾維爾（英語：Bealville）是位於美國加利福尼亞州克恩縣的一個非建制地區。該地的面積和人口皆未知。

## 地理
貝爾維爾的座標為35°16′20″N 119°37′34″W / 35.27222°N 119.62611°W，而該地的平均海拔高度為552米（即1811英尺）。